# Moggridgea loistata
Moggridgea loistata är en spindelart som beskrevs av Griswold 1987. Moggridgea loistata ingår i släktet Moggridgea och familjen Migidae. Inga underarter finns listade i Catalogue of Life.